# Гамільтон (округ, Нью-Йорк)
Шаблон:StateAbbr_ 43°39′ пн. ш. 74°30′ зх. д. / 43.65° пн. ш. 74.5° зх. д.
Округ Гамільтон (англ. Hamilton County) — округ (графство) у штаті Нью-Йорк, США. Ідентифікатор округу 36041.

## Історія
Округ утворений 1847 року.

## Демографія
За даними перепису 
2000 року 
загальне населення округу становило 5379 осіб, усе сільське.
Серед мешканців округу чоловіків було 2689, а жінок — 2690. В окрузі було 2362 домогосподарства, 1558 родин, які мешкали в 7965 будинках.
Середній розмір родини становив 2,74.
Віковий розподіл населення поданий у таблиці:
| Стать    | До 15 років | 15-21 | 22-29 | 30-39 | 40-49 | 50-65 | 65-85 | Понад 85 |
| -------- | ----------- | ----- | ----- | ----- | ----- | ----- | ----- | -------- |
| Чоловіки | 410         | 230   | 161   | 328   | 436   | 601   | 481   | 42       |
| Жінки    | 407         | 194   | 192   | 304   | 440   | 600   | 492   | 61       |

## Суміжні округи
- Франклін — північний схід
- Ессекс — північний схід
- Воррен — схід
- Саратога — південний схід
- Фултон — південь
- Геркаймер — захід
- Сент-Лоуренс — північний захід

## Виноски
1. ↑  U.S. Decennial Census. United States Census Bureau. Архів оригіналу за 12 травня 2015. Процитовано 5 січня 2015.
2. ↑  Historical Census Browser. University of Virginia Library. Архів оригіналу за 11 серпня 2012. Процитовано 5 січня 2015.
3. ↑  Population of Counties by Decennial Census: 1900 to 1990. United States Census Bureau. Архів оригіналу за 19 лютого 2015. Процитовано 5 січня 2015.
4. ↑  Census 2000 PHC-T-4. Ranking Tables for Counties: 1990 and 2000 (PDF). United States Census Bureau. Архів оригіналу (PDF) за 18 грудня 2014. Процитовано 5 січня 2015.
5. ↑  State & County QuickFacts. United States Census Bureau. Архів оригіналу за 7 червня 2011. Процитовано 11 жовтня 2013.(англ.) Наведено за англійською вікіпедією.
6. ↑  American FactFinder. Бюро перепису населення США. Архів оригіналу за 21 травня 2008. Процитовано 31 січня 2008.

| США | Це незавершена стаття з географії США. Ви можете допомогти проєкту, виправивши або дописавши її. |